# Jacques Zon

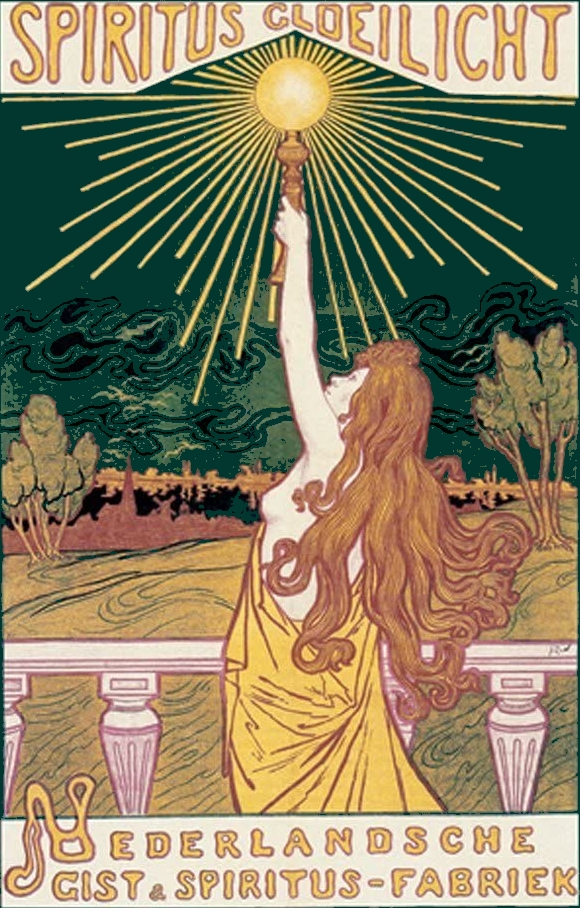
Spiritus-Glühlicht

Jacob Abraham „Jacques“ Zon (* 21. April 1872 in Den Haag; † 27. März 1932 ebenda) war ein niederländischer Grafiker, Maler und Illustrator.
Im Alter von 13 Jahren wurde Zon Schüler vom Landschafts- und Tiermaler Willem Maris.
Danach studierte er Malerei an der Koninklijke Academie van Beeldende Kunsten in Den Haag bei Frits Jansen und an der Kunstakademie Antwerpen bei Albert De Vriendt. Dank einem dreijährigen königlichen Stipendium besuchte er in Paris die Malschule von Fernand Cormon.
Nach seiner Rückkehr nach Den Haag im Jahr 1893, arbeitete Zon als Dekorationsmaler und Plakatkünstler. Seit 1902 wurde Zon als freischaffender Künstler tätig. Er malte hauptsächlich Landschaften und Genreszenen aus dem Alltag niederländischer Bauern.
Nach dem Ersten Weltkrieg besuchte Zon Belgien, Frankreich und Italien. Besonders viel Zeit verbrachte Zon in Concarneau auf der Küste der Bretagne.